# San Antonio Sac Chich
San Antonio Sac Chich  o Sac Chich es una localidad rural, ubicada en el estado mexicano de Yucatán, específicamente en el municipio de Acanceh que se encuentra en la Zona Influencia Metropolitana o Región VI del mismo estado.
La localidad tiene una altitud de 10 metros sobre el nivel del mar y su población era de 239 habitantes en 2005, según el censo realizado por el INEGI. El poblado se localiza al suroriente de la ciudad capital del estado, Mérida.

## Geografía

### Localización
San Antonio Sac Chich se localiza en las coordenadas 20°49′58″N 89°26′17″O / 20.83278, -89.43806. De acuerdo con el censo de 2010, la población tenía una altitud promedio de 10 metros sobre el nivel del mar.

## Demografía
Según el censo de 2005 realizado por el INEGI, la población de la localidad era de 239 habitantes, de los cuales 125 eran hombres y 114 mujeres.

## Galería

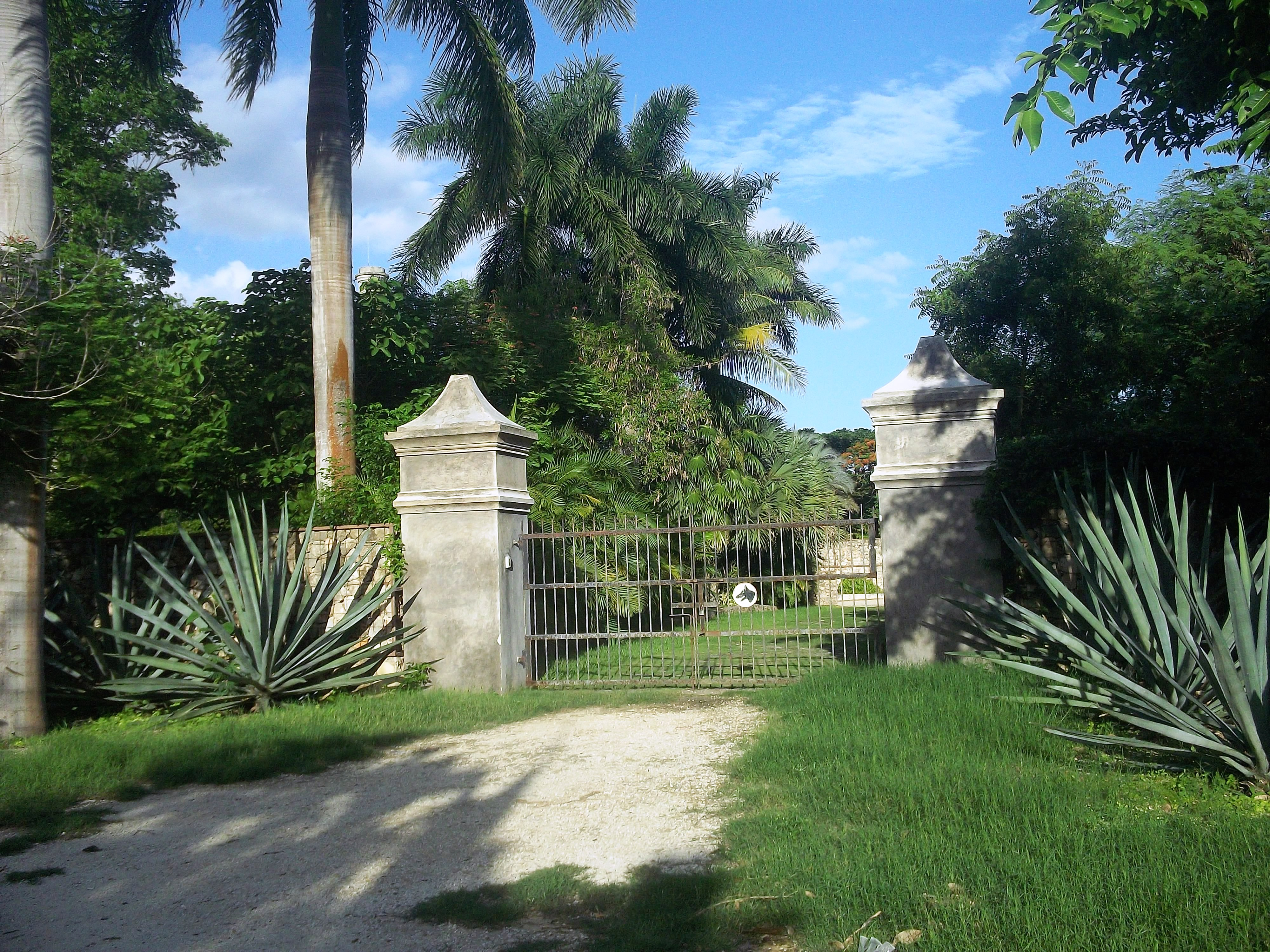
Hacienda de San Antonio Sac Chich.
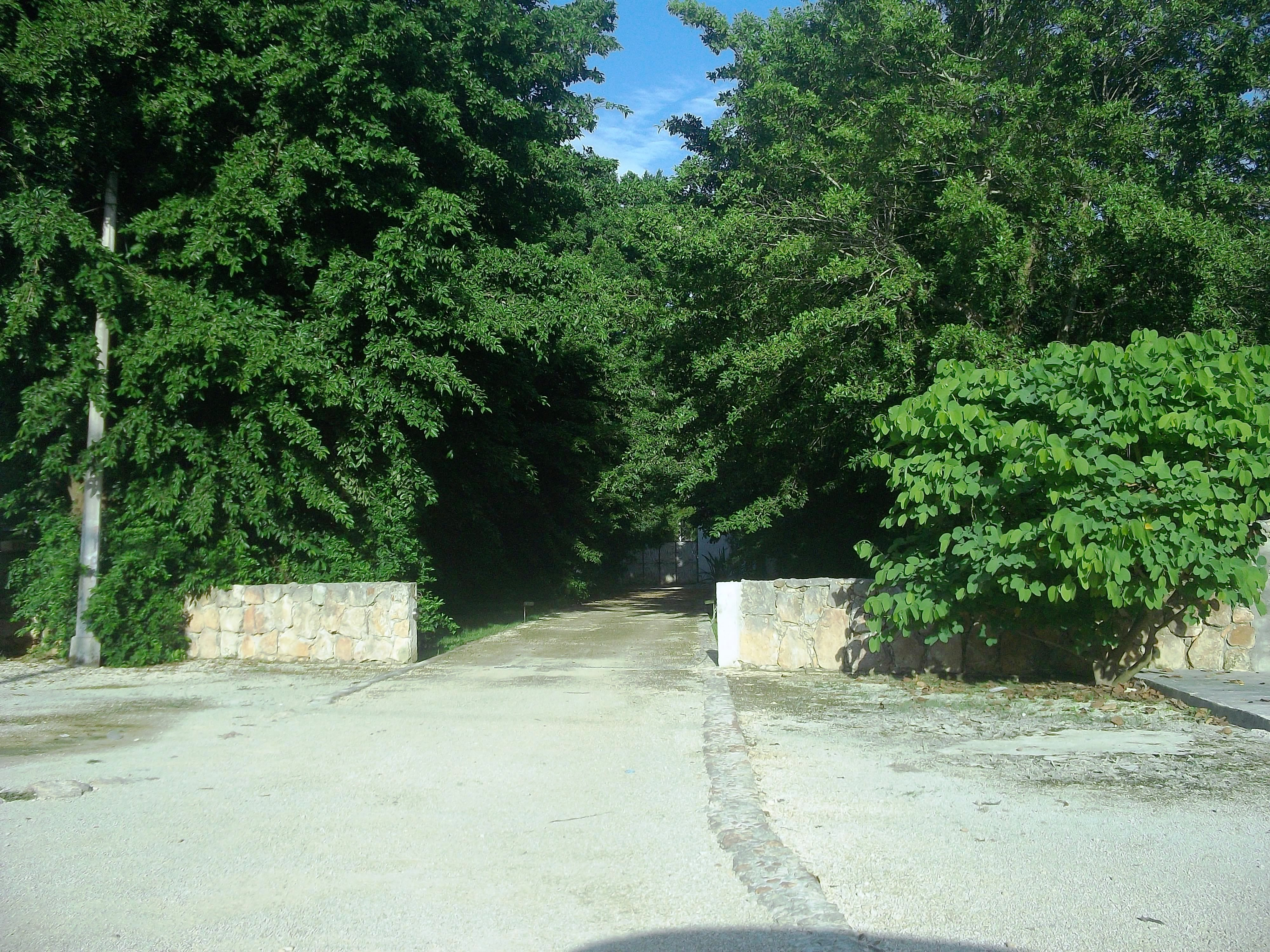
Hacienda de San Antonio Sac Chich.
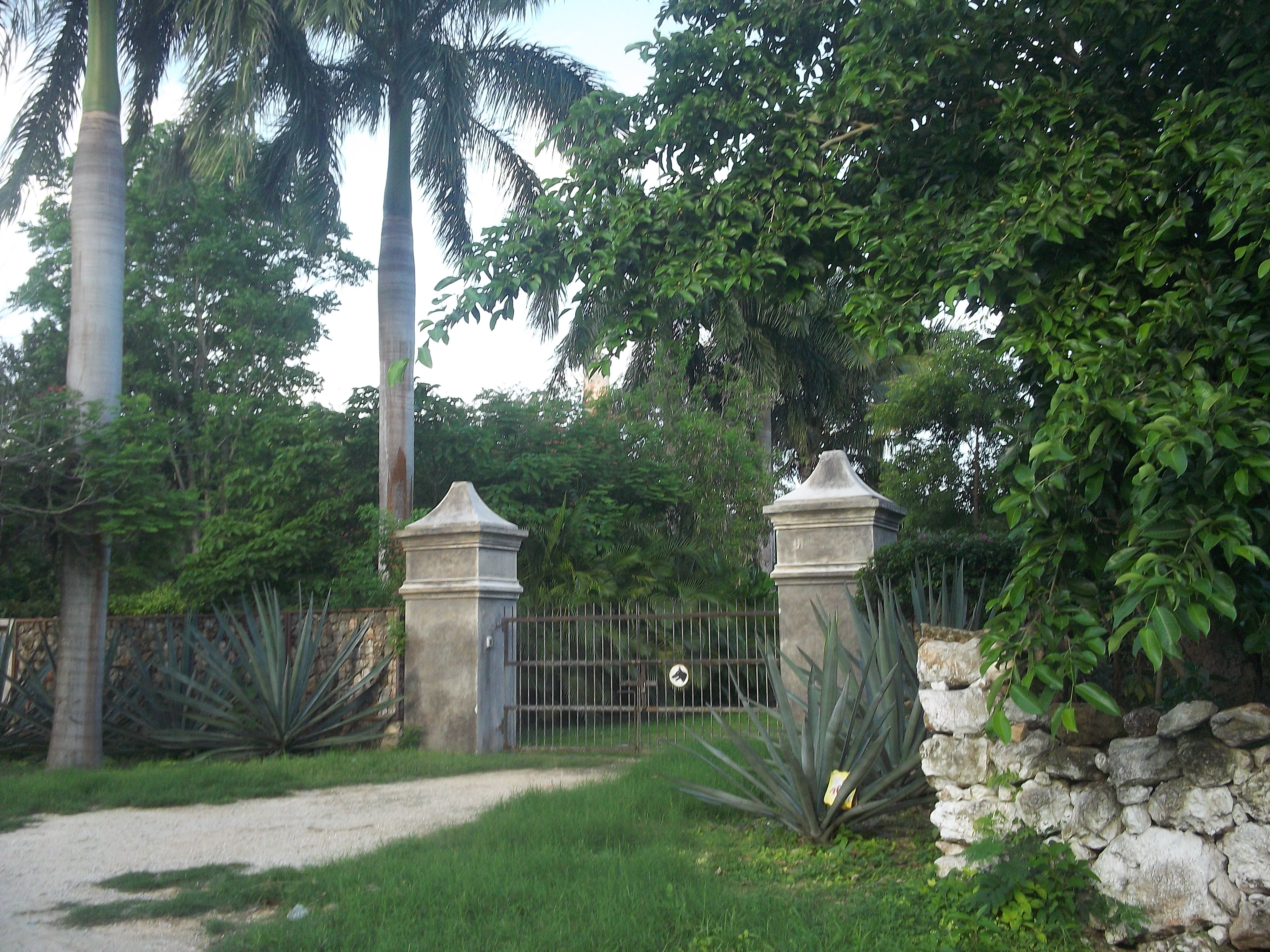
Hacienda de San Antonio Sac Chich.
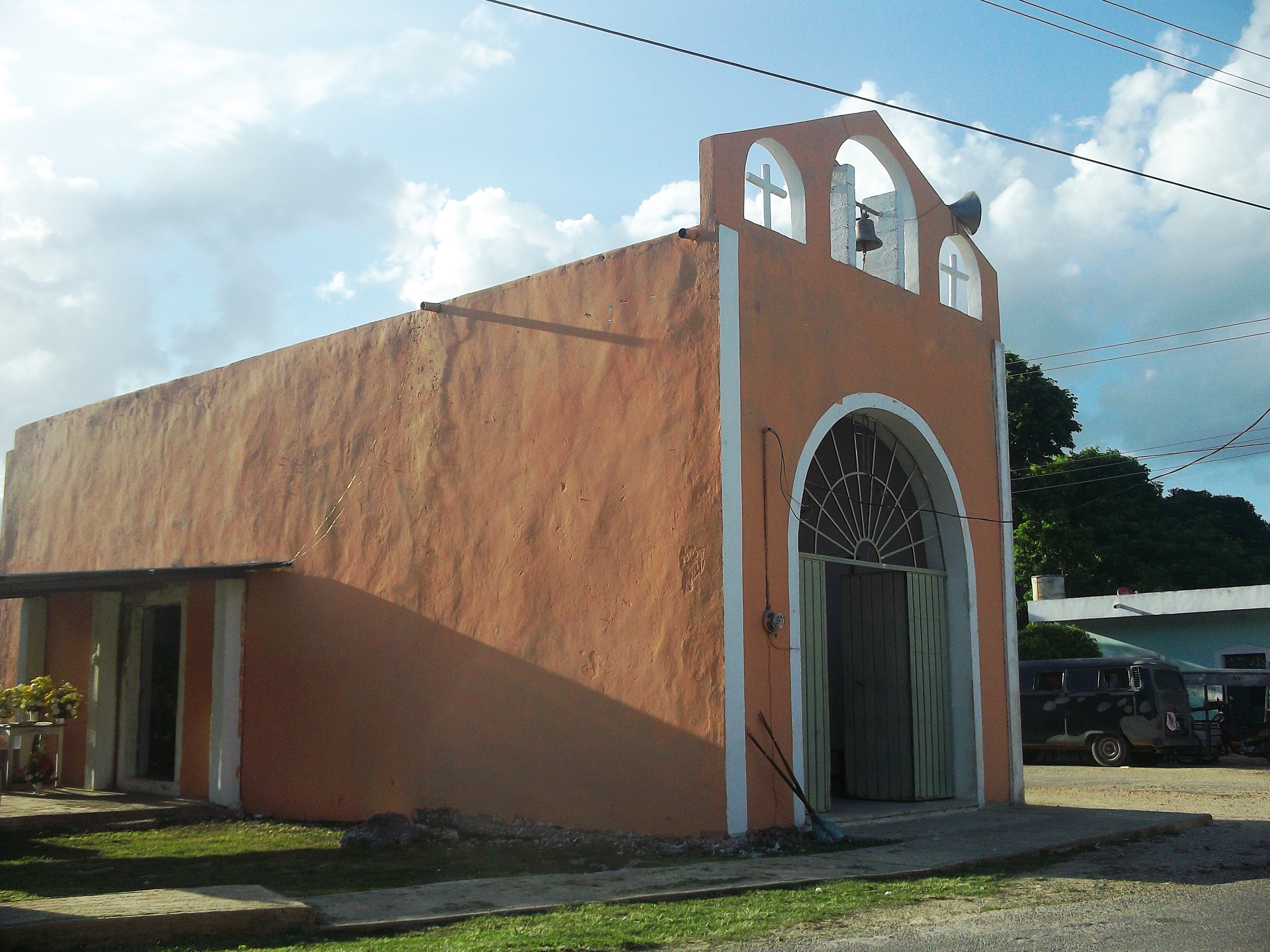
Capilla de San Antonio Sac Chich.